# Ayherre
Ayherre település Franciaországban, Pyrénées-Atlantiques megyében. Lakosainak száma 1133 fő (2022. január 1.). Ayherre Hasparren, Bonloc, Hélette, Isturits, La Bastide-Clairence, Mendionde, Orègue és Saint-Esteben községekkel határos.

## Népesség
A település népességének változása:
| Lakosok száma | 1006 | 1034 | 1063 | 1042 | 1068 | 1094 | 1120 | 1130 | 1133 |
|               | 2013 | 2015 | 2016 | 2017 | 2018 | 2019 | 2020 | 2021 | 2022 |